# Jägerhofstraße (Düsseldorf)
Die Jägerhofstraße ist eine Straße im Düsseldorfer Stadtteil Pempelfort. Sie verläuft entlang des Hofgartens und ist benannt nach dem am östlichen Ende gelegenen Schloss Jägerhof, ihrem Point de vue.

## Lage
Die Jägerhofstraße verläuft in ost-westlicher Richtung und verbindet in Verlängerung mit der Maximilian-Weyhe-Allee die Altstadt mit der nördlichen Innenstadt. Als Teil der L 392 (Meerbusch–Unterrath) ist die Jägerhofstraße stark befahren.

## Geschichte
Die heutige Jägerhofstraße war ursprünglich Teil einer Verbindungs- und Handelsstraße, die Düsseldorf vom Ratinger Tor aus mit der Nachbarstadt Ratingen verband. Auf einem Stadtplan von 1809, der Düsseldorf nach der Schleifung der Festungswerke zeigt, ist die heutige Straße als weitgehend unbebauter, namenloser Weg eingezeichnet, mit Feldern und Gärten im Norden und dem südlich gelegenen Hofgarten. Erstmals erscheint die Jägerhofstraße namentlich auf einem Stadtplan von 1833, benannt nach dem 1766 fertiggestellten Schloss Jägerhof. Förmlich festgestellt wurde die Straße am 3. Juli 1854. Zu dieser Zeit, Mitte des 19. Jahrhunderts, waren die Jägerhof- sowie die umliegenden Straßen eine der bevorzugten Adressen der bürgerlichen Führungsschicht Düsseldorfs sowie zahlreicher Künstler. In den damals 35 Häusern lebten 1856 neben Bildhauern, Kupferstechern und Vergoldern 37 Maler, darunter W. Camphausen, E. Geselschap, H. Gude, C. Häberlin.
Im Garnisonsgebäude an der Jägerhofstraße 5, Sitz des Stabs der 14. Division, vor dem Ersten Weltkrieg unter Dedo von Schenck, fanden am 8. November 1918 Verhandlungen zwischen dem USPD-geführten Arbeiter- und Soldatenrat und der örtlichen Führung des Deutschen Heeres unter Vermittlung des Oberbürgermeisters Adalbert Oehler und des Polizeidezernenten Robert Lehr statt.
Anfang des 20. Jahrhunderts befand sich eine Reitbahn-Gesellschaft auf der Jägerhofstraße 10. Kurz nach dem Zweiten Weltkrieg wurde hier der Verein „Reitklub Hofgarten“ gegründet. Zu den 14 Gründungsmitgliedern gehörten unter anderen der Herzog und die Herzogin von Croy oder der Düsseldorfer Großindustrielle Gustav Zapp.

## Bebauung

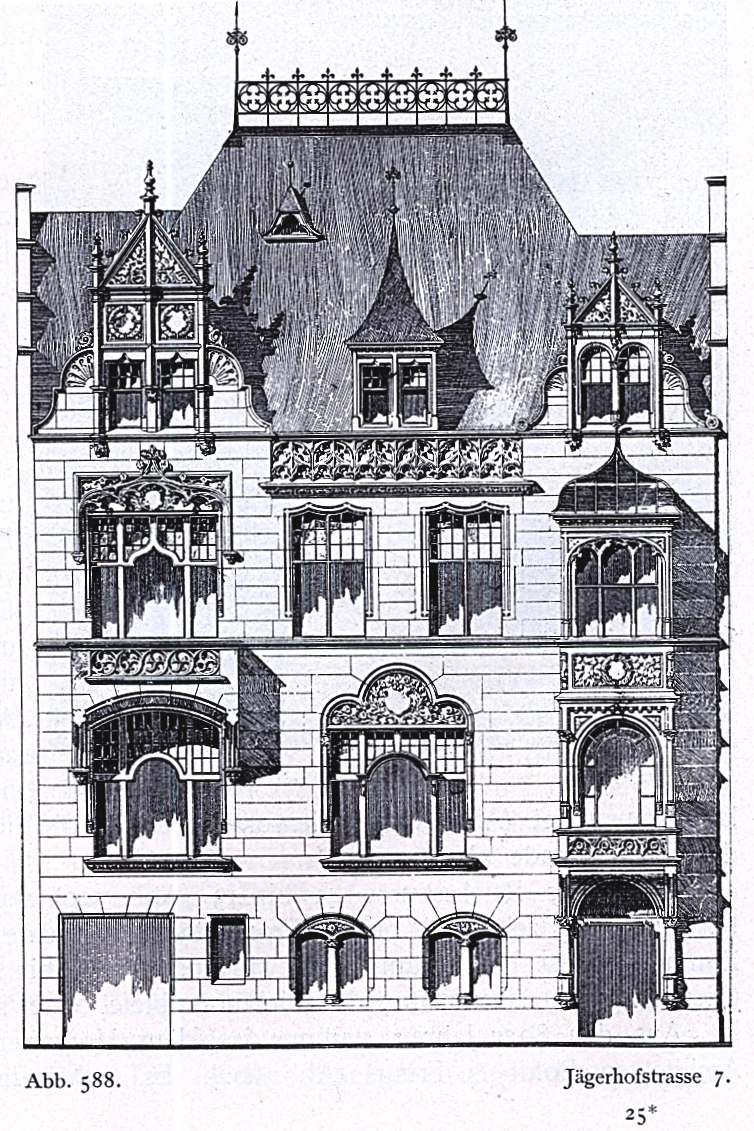
Jägerhofstraße 7

Die Jägerhofstraße ist mit Ausnahme des Hofgärtnerhauses (Nr. 1) ausschließlich auf der nördlichen Straßenseite bebaut. Auf der südlichen Seite befindet sich der Hofgarten. Von der historischen Bebauung sind nur noch wenige Gebäude erhalten, darunter:
- Jägerhofstraße 1, Theatermuseum Düsseldorf
- Jägerhofstraße 6, Ministerium der Finanzen des Landes Nordrhein-Westfalen
- Jägerhofstraße 19–20, Wohnhaus Dr. Friedrichs, erbaut 1907–1909, Architekt Ludwig H. Fettweis, nur die Fassade ist erhalten geblieben

Zerstörte Gebäude:
- Jägerhofstraße 5, Palais des Prinzen von Croy, um 1856 Umbau von Rudolf Wiegmann,  später Divisionskommandogebäude
- Jägerhofstraße 7, Wohnhaus Carl Rudolf Poensgen, erbaut von den Architekten Kayser & Großheim um 1899[7], davor stand dort das Wohnhaus von Rudolf, Lida und Eduard Bendemann
- Jägerhofstraße 20 und 21, erbaut Mitte des 19. Jahrhunderts, Architekt Anton Schnitzler
- Jägerhofstraße 22, Wohnhaus für Dr. Marcus, erbaut 1904, Architekt Otto March

Nachkriegsbauten unter Denkmalschutz:
- Jägerhofstraße 21, Bürogebäude
- Jägerhofstraße 29, Bürogebäude (siehe: Aluminiumhaus)

## Bekannte Anwohner und Eigentümer (Auswahl)
- - an der Hofgartenstraße

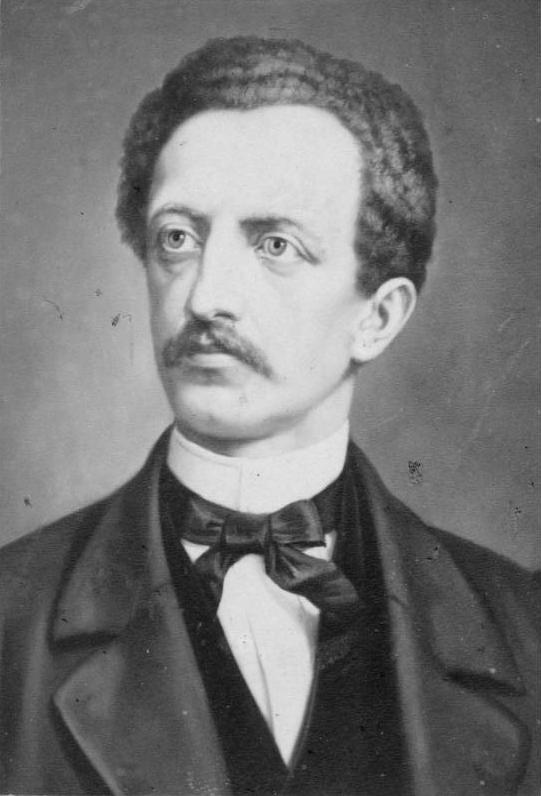
Ferdinand Lassalle, um 1860

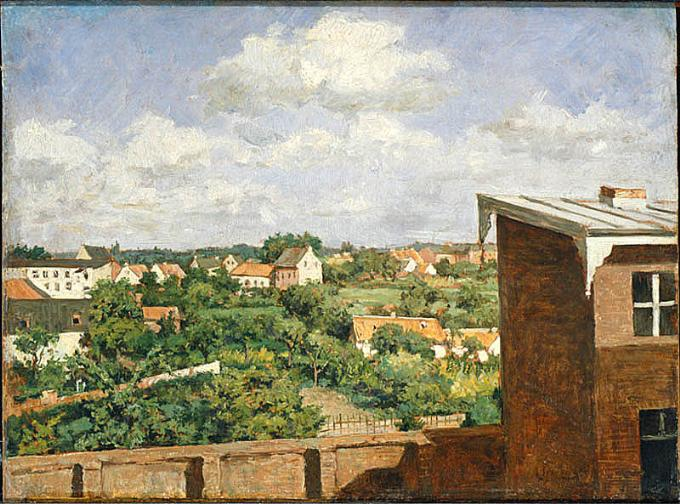
Blick auf Düsseldorf vom Atelierfenster (vermutlich Rückseite der Jägerhofstraße 26), Gemälde von August Jernberg, um 1865

- Hofgartenhaus, Nr. 1: Carl Hermann Schauenburg (1819–1876), deutscher Mediziner, um 1857–1859; Otto Rethel, deutscher Maler, um 1867–1870; Philipp Röth, deutscher Maler, um 1870[8]; Berndt Lindholm, schwedisch-finnischer Maler, um 1867; Constantin von Briesen, Regierungsrat in Düsseldorf mit Familie, um 1875; Emy von Briesen, deutsche Malerin und Dichterin, um 1885–1901
  - an der Kaiserstraße
- Haus Nr. 2: die Maler Wünnenberg, Volkhardt, Brenner und Schanke, um 1859; Georg Anton Rasmussen, norwegischer Maler, um 1865[9] (1887 wird das Grundstück mit der Nr. 2 als unbebaut aufgeführt.)
- Haus Nr. 3: Ernst Schieß, Unternehmer, um 1900 Eigentümer, Hans Franzius (1874–1948), Architekt, um 1905; Selma Meyer, erste Professorin für Kinderheilkunde, mit dortiger Praxis ab 1929[10], um 1935 Umzug Jägerhofstr. 6, Mai 1939 Emigration[11]
- Haus Nr. 4: Eberhard Stammel, deutscher Maler, um 1867, 1887 nachweislich Eigentümer[12]
- Haus Nr. 5: Prinz von Croÿ, Generalleutnant, Eigentümer; später Divisionskommandogebäude
- Haus Nr. 6: Hermann Sondermann, deutscher Maler, wohnte dort um 1865[13]
- Haus Nr. 7: Eduard Bendemann, deutscher Maler, Eigentümer, Sterbehaus 1889;[14] Sophie von Hatzfeldt, deutsche Sozialistin und Ferdinand Lassalle, deutscher Arbeiterführer, lebten im Haus Nr. 7[15]; nach Neubau Ende des 19. Jahrhunderts der Industrielle Carl Rudolf Poensgen[16]
- Haus Nr. 8 und 8a: Fredrik Wohlfahrt, schwedischer Maler, um 1865; Karl Rudolf Sohn und Paul Eduard Richard Sohn, deutscher Maler, wohnten dort um 1875[17]; Eduard Bendemann, deutscher Maler, um 1885 Eigentümer
- Haus Nr. 9: Wilhelm Camphausen, deutscher Maler, seit ca. 1855 Eigentümer, Sterbehaus 1885, dessen Sohn Felix Camphausen; Gustav Marx, deutscher Maler, um 1889[18]
- Haus Nr. 10: Theodor Mintrop, deutscher Maler, Sterbehaus in 1870, wohnte dort 1859–1867 in Wohngemeinschaft mit Eduard Geselschap, deutsch-niederländischer Maler[19][20][21]
- Haus Nr. 11: Geburtshaus des Mathematikers Felix Klein (Gedenktafel); Hans Fredrik Gude, norwegischer Maler, um 1859 Eigentümer[22]; 1865 unbewohnt
- Haus Nr. 13: Gustav Süs, deutscher Maler, um 1855;[23] Hermann Pohle, deutscher Maler, um 1865, wurde Eigentümer; Franz Maria Ingenmey, deutscher Maler, um 1865; Carl Irmer, deutscher Maler, um 1865; Carl von Häberlin, deutscher Maler, um 1859; Arnold Overbeck, deutscher Maler und Fotograf, um 1859;[24] August Wittig, Bildhauer, 1865; Hermann Emil Pohle, deutscher Maler, wohnten im Haus seines Vaters; Wilhelm Degode, deutscher Maler, wohnte dort
- Haus Nr. 14: Bernhard Budde, deutscher Maler, um 1875, 1887 nachweislich Eigentum
  - Querstraße: Feldstraße
- Haus Nr. 15: August Weber, deutscher Maler, Eigentümer um 1859[25]
- Haus Nr. 18: Emil Gottlieb Schuback, deutscher Maler, wohnte dort Anfang der 1890er Jahre[26]
- Haus Nr. 19: um 1875 einige Maler, darunter Victor Zeppenfeld und Amélie von Schwerin
- Haus Nr. 20: Anton Schnitzler, Architekt, Eigentümer 1859, Adolf von Randow, Bildhauer, dort wohnhaft um 1859,[27] Emil Hünten, deutscher Maler, Eigentümer seit 1870;[28] Max Hünten, deutscher Maler, wohnte bis ca. 1895 im Haus seines Vaters[29]
- Haus Nr. 21: Anton Schnitzler, Architekt, Eigentümer 1859
- Haus Nr. 23 (war in 1859 noch nicht gebaut): Georg Oeder, deutscher Maler, um 1870; Gustav von Eckenbrecher, Schriftsteller und praktischer Arzt, um 1875 Eigentümer,[30] dessen Sohn Themistokles von Eckenbrecher, deutscher Maler, nachweislich um 1885; Kurt Gabriel, Architekt, 1913
- Haus Nr. 24 (war in 1859 noch nicht gebaut): Hermann Krüger, deutscher Maler, um 1875, nachweislich Eigentümer 1885; um 1935 Jahre Generalmusikdirektor Hugo Balzer
- Haus Nr. 25 (war in 1859 noch nicht gebaut): Leonhard Rausch, deutscher Maler und Kupferstecher, um 1875, nachweislich Eigentümer 1885
- Haus Nr. 26: Moritz Ulffers, deutscher Maler und Lithograf, um 1863;[31] August Jernberg, schwedischer Maler, hatte dort sein Atelier;[32] Olof Jernberg, deutscher Maler, von 1865 bis 1868 im Haus seines Vaters August Jernberg; Juliette Wagner, Malerin hatte hier um 1905 ihr Atelier
- Haus Nr. 27: Moritz Ulffers, deutscher Maler und Lithograf, wohnte dort ab 1856, bevor er in Nr. 26 umzog;[33] Otto Rethel, deutscher Maler, wohnte dort um 1859; Wilhelm Porttmann, deutscher Maler, um 1865
- Haus Nr. 28: August Leu, deutscher Maler, um 1859 Eigentümer;[34] Hugo Haniel (1854–1896), Miteigentümer der Maschinenfabrik Haniel & Lueg, wohnte dort um 1890[35]
- Haus Nr. 30: Anton Kraus, Hof-Vergolder und Kunsthändler, Eigentümer um 1859[36]; Rudolf von Normann, deutscher Maler, wohnte dort um 1859; Sophus Jacobsen, norwegischer Maler, um 1863
- Häuser Nr. 31–33: 1859 bis 1875 unbebaut
- Haus Nr. 34: Gasthof von Eigentümer Wahl, um 1859 (zeitweise Gasthof „Schwarzer Wallfisch“ von Hermann Achenbach, Vater von Andreas und Oswald Achenbach); Henry Lot, niederländischer Maler, um 1859; Heinrich Ewers, deutscher Maler, um 1865; August Lüttmann (1829–1882), deutscher Maler, um 1875
- Haus Nr. 35 (damals an der Ecke zur Pempelforter Straße): Gasthof von Eigentümer Röntz, um 1859
  - an der Pempelforter Straße